# Savez Hrvata u Mađarskoj
Savez Hrvata u Mađarskoj (Magyarországi Horvátok Szövetsége) (kratica: SHM) je civilna kulturna udruga mađarskih Hrvata.
Utemeljen je 1990., nakon što je rasformiran Demokratski savez južnih Slavena, organizacija koja je svojim radom pokrivala sve južnoslavenske narode u Mađarskoj.
Savez je bio do 1994. bio najveće kulturno, prosvjetno i političko tijelo hrvatske manjine u Mađarskoj. Nakon što je političko područje preuzela Hrvatska državna samouprava, kao i sve druge manjinske samouprave u Mađarskoj još od 1993., SHM je postalo civilnom kulturnom udrugom.
Glavno upravno tijelo ovog saveza je Kongres, za kojeg se članovi biraju svake 4 godine. SHM je organiziran po regijama u Mađarskoj gdje je brojnija hrvatska manjina. Po stanju od veljače 2003., SHM je bio organiziran na 6 regija: bačku, baranjsku, gradišćansku, peštansku, podravsku i zalasku regiju.
Udruga se financira iz državnog proračuna, a manjim dijelom od natječaja i iz raznih izvora iz Hrvatske.
Udruga se bavi i izdavaštvom, pa je tako od 1991. do 1995. izdavala godišnjak za Hrvate u Mađarskoj Hrvatski kalendar, čije je izdavanje poslije preuzela Zemaljska samouprava Hrvata u Mađarskoj odnosno Hrvatska državna samouprava.
Suorganizator je kulturno-folklornih manifestacija kao što je Pranje na Dunavu u Mohaču.

## Predsjednici
- Josip Ostrogonac (od 1993.)